# Rate Field
El Rate Field es un recinto deportivo ubicado en Chicago, Illinois, Estados Unidos. Alberga los partidos que disputan como locales los Chicago White Sox de las Grandes Ligas de Béisbol (MLB) y tiene capacidad para 40.615 espectadores.
Fue inaugurado en abril de 1991 con el nombre de Comiskey Park II, después de que los White Sox jugaran 81 años en el antiguo Comiskey Park. Fue construido en el estacionamiento del viejo Comiskey, mientras que este último fue demolido para hacer ahí el estacionamiento del nuevo estadio.
El nuevo estadio tuvo un costo de 167 millones de dólares y en sus inicios también fue llamado Comiskey Park, pero a partir del 2003, la compañía de telecomunicaciones U.S. Cellular compró los derechos para el nombre del estadio por 68 millones durante 20 años. Fue sede del Juego de Estrellas ese mismo año. Algunos miembros de la prensa y fanáticos continúan llamándolo New Comiskey Park. Hasta la fecha de su demolición, el antiguo Comiskey fue el estadio más viejo de las Grandes Ligas.

## Curiosidades
- Aunque la mayoría de los asientos azules fueron reemplazados por asientos verdes, hay dos que se mantienen. Uno se encuentra en el jardín izquierdo y es donde cayó el grand slam de Paul Konerko; el otro está en el derecho-central y es donde cayó el home run de Scott Podsednik para acabar el juego 2, ambos en la Serie Mundial 2005.
- En septiembre de 2004, los Florida Marlins usaron este estadio como locales durante dos juegos contra los Montreal Expos mientras el Huracán Iván pasaba por Florida.
- Ha aparecido en las películas Little Big League, Rookie of the Year, Major League II, Only the lonely y La boda de mi mejor amigo.
- Los juegos nocturnos en este estadio cambiaron de horario de las 7:05 a las 7:11 como parte de una campaña publicitaria que le costó $500,000 dólares a la empresa 7-Eleven. El contrato tuvo efecto desde 2007 hasta 2009.

## Galería

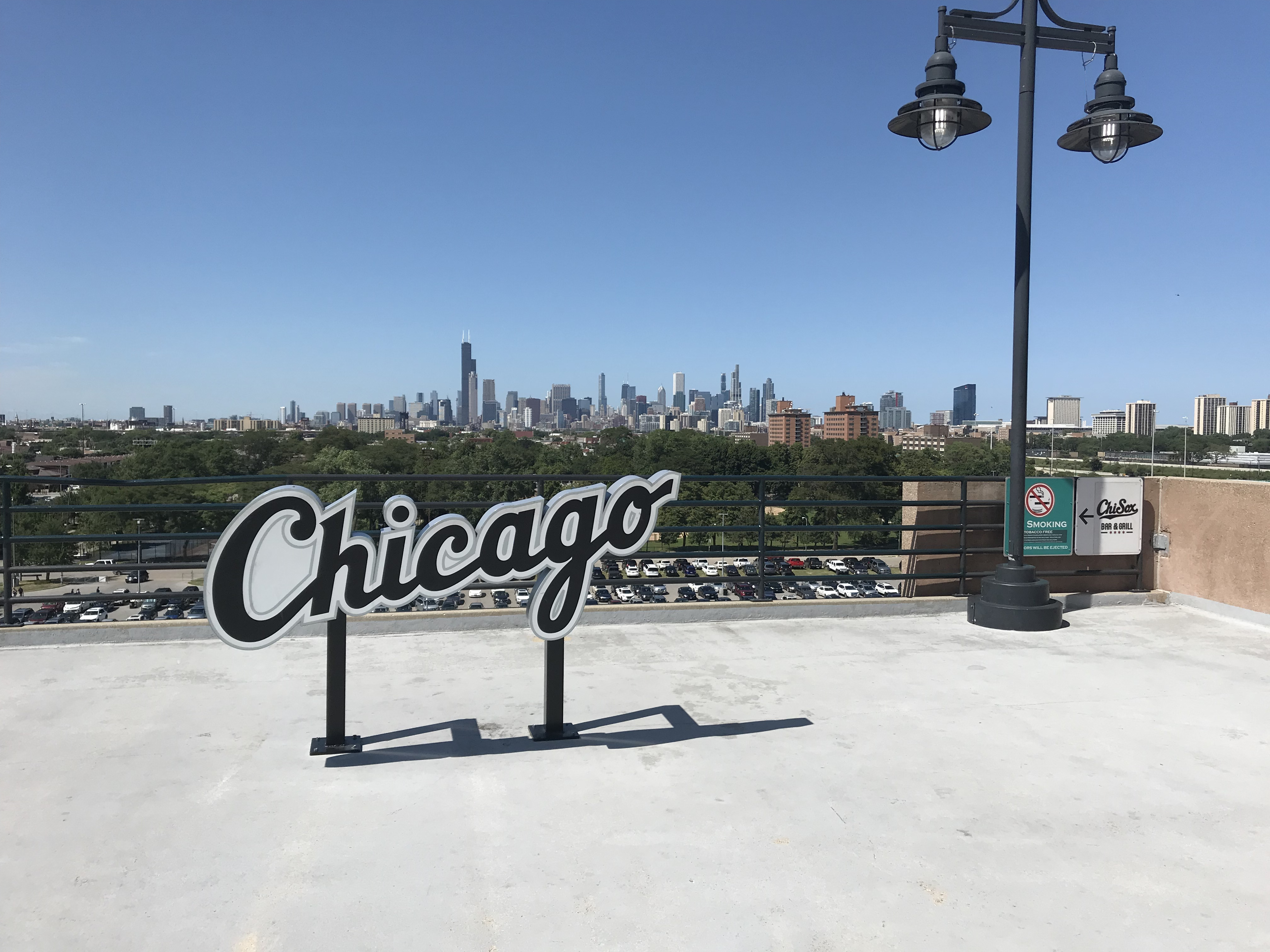
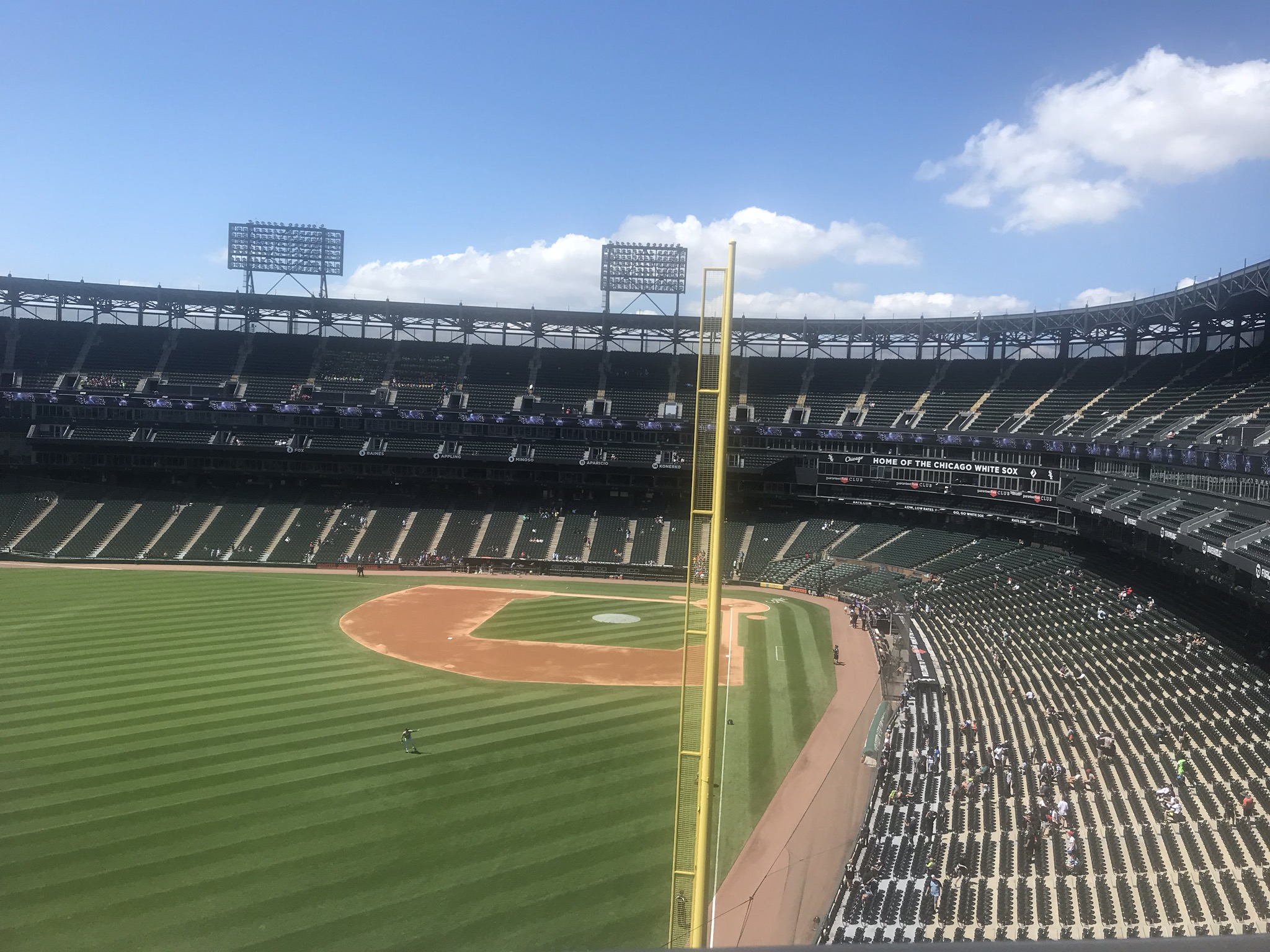
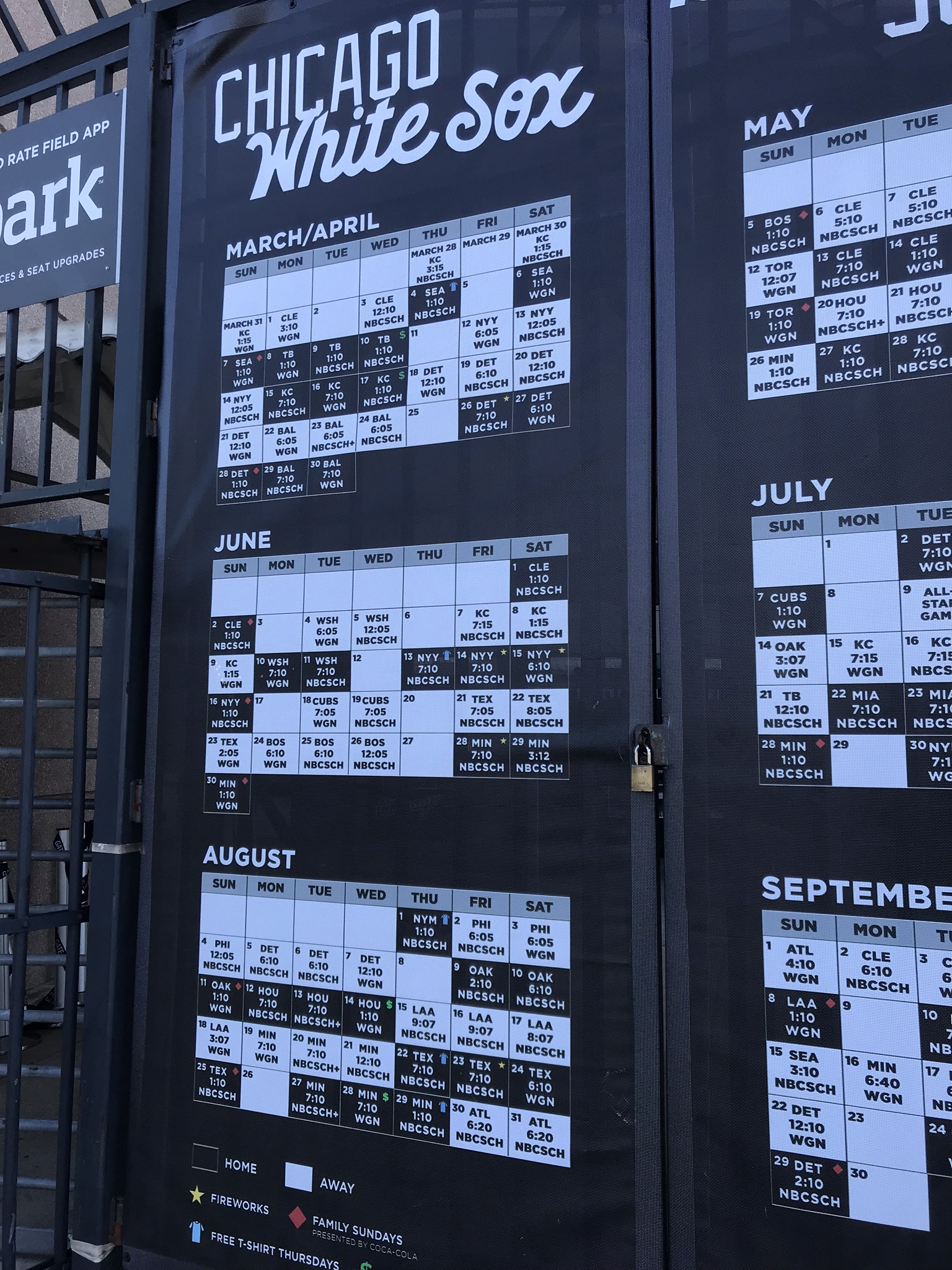
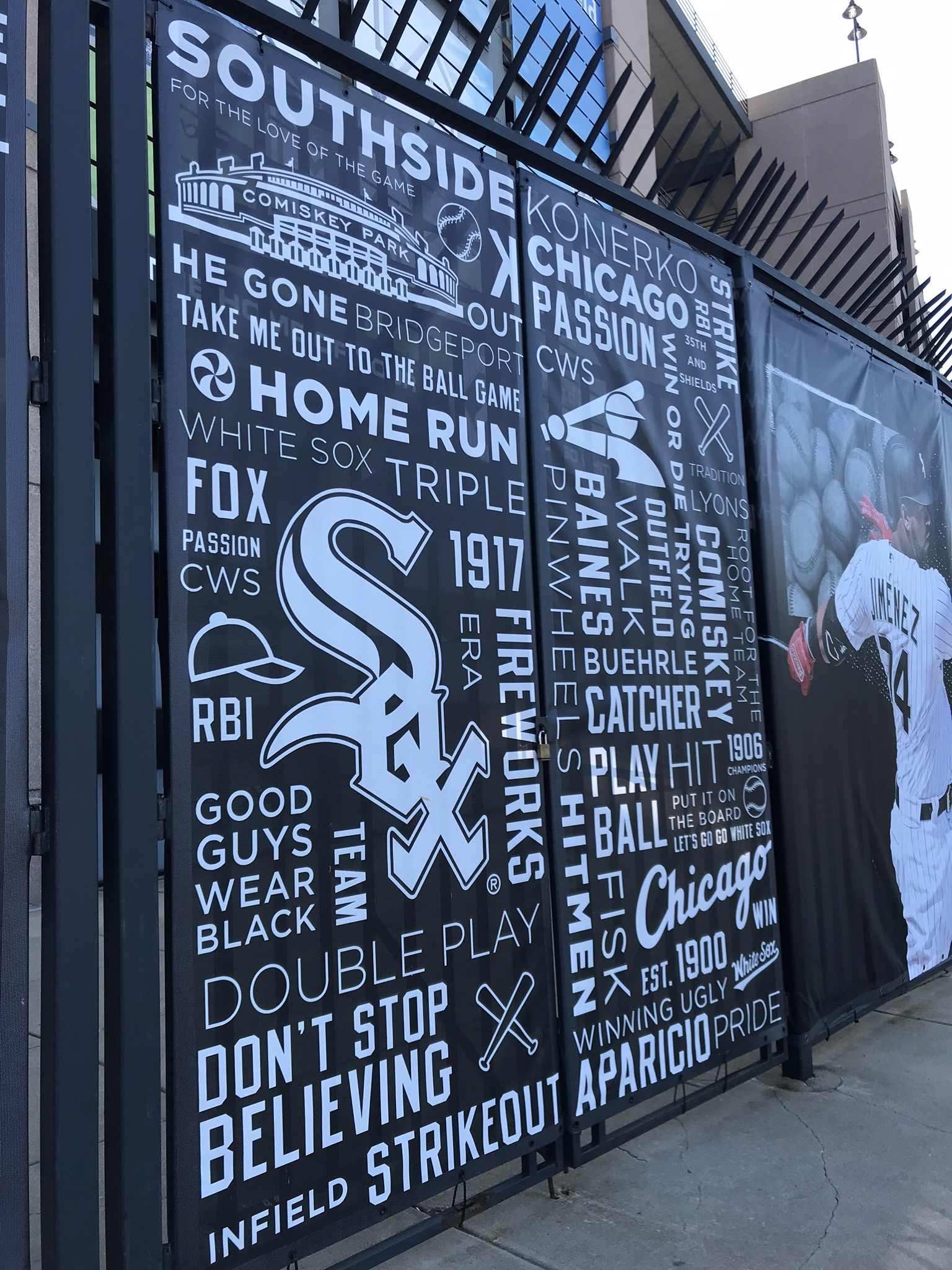
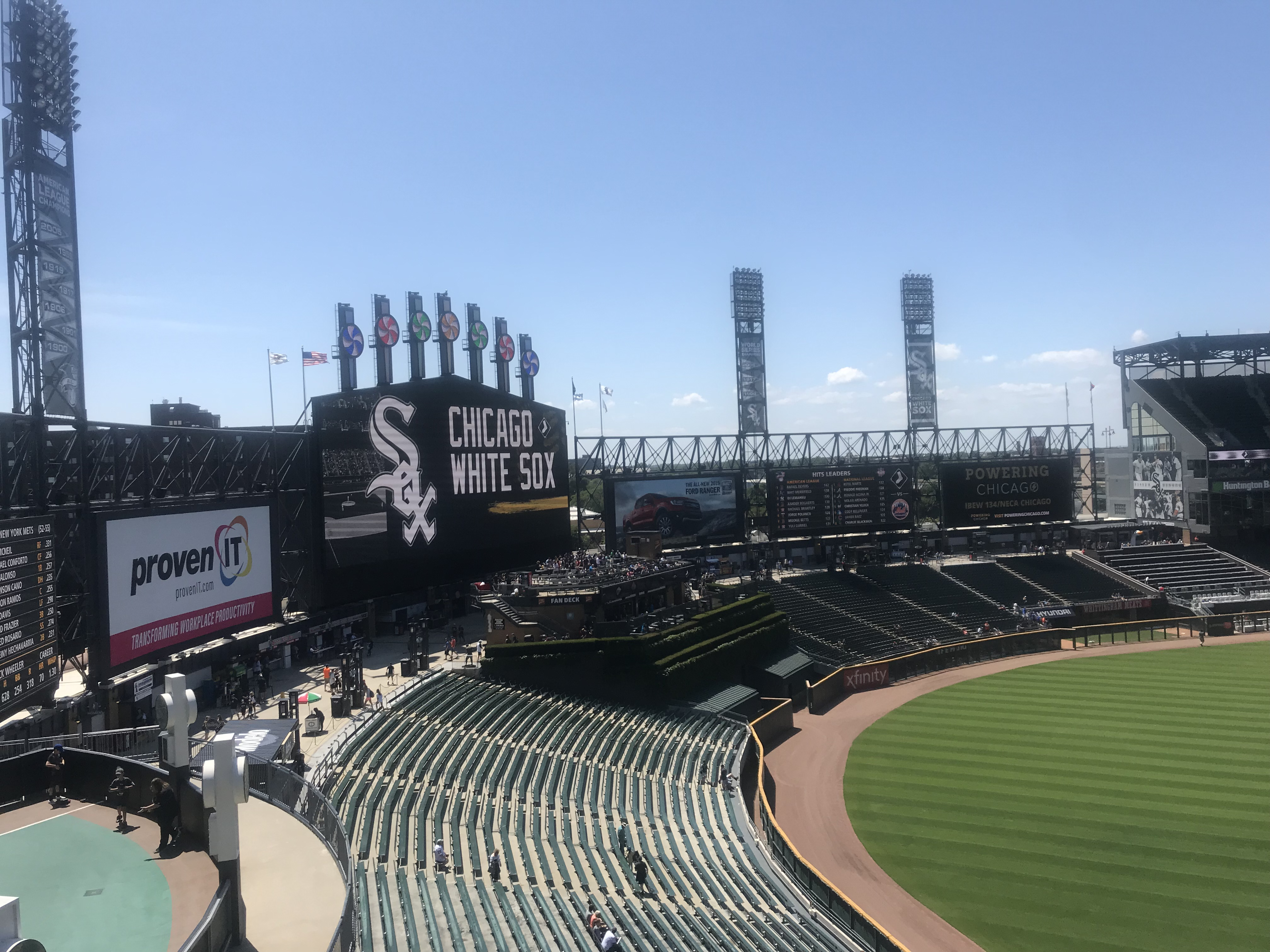